# Jakob Lenz (ópera)
Jakob Lenz es una ópera en un acto con música de Wolfgang Rihm, compuesta en 1977-78 y basada en el relato corto Lenz de Georg Büchner a su vez basado en un incidente en la vida del poeta alemán Jakob Michael Reinhold Lenz. Se estrenó el 8 de marzo de 1979 en Hamburgo. 
Las extraordinarias páginas iniciales de Büchner describiendo el paisaje montañoso e insinuando el estado interior de Lenz con la sola frase "no se sentía cansado en absoluto, sólo que a veces le disgustaba no poder caminar sobre sus manos en lugar de con sus pies" están reducidas a una dirección escénica, pero el resto del libreto sigue aproximadamente el esquema de Büchner.

## Personajes
| Personaje                                                  | Tesitura | Reparto del estreno, 8 de marzo de 1979 (Director: Klauspeter Seibel) |
| ---------------------------------------------------------- | -------- | --------------------------------------------------------------------- |
| Lenz                                                       | barítono | Richard Salter                                                        |
| Pastor Oberlin                                             | bajo     | Ude Krekow                                                            |
| Kaufmann                                                   | tenor    | Peter Haage                                                           |
| Coro de seis voces solistas (2 sopranos, 2 altos, 2 bajos) |          |                                                                       |

## Instrumentación
- 2 oboes, clarinete bajo, fagot, trompeta, trombón, 3 violonchelos, clavicémbalo y percusión.